# 王武郎
王武郎（1966年4月28日—2016年7月21日），臺灣新北市瑞芳區金瓜石人，政治作戰學校畢業，中華民國國軍軍官，生態旅遊家、導覽員。

## 生平
王武郎是瑞芳金瓜石人，外號「黃鼠狼」、「有人」。政治作戰學校（今國防大學政戰學院）專科12期畢業，20歲投效軍旅。
王武郎曾任馬防部閩北工作處中校保防官。2008年退伍後，從事環境教育工作，擁有華語導遊、中華民國永續生態旅遊協會等各種導覽證照。在台灣生態旅遊協會、荒野保護協會、國立海洋科技博物館擔任講師，也於金瓜石擔任文史工作者。
住汐止的王武郎曾用汽車、單車、公車及火車環臺灣本島。2014年，他首次徒步環島，參加「2014為福爾摩沙留下完整海岸－67天海岸環島」活動；該年2月15日自捷運淡水站出發，每天約行20多公里，走過烏石漁港、阿朗壹古道、他少年曾駐守海防的苗栗白沙屯半天寮、桃園觀音藻礁與大堀溪等地。一路上他以臉書記錄，呼籲思考人與海洋之間的關係。第67天，4月22日，主隊在八里解散，但王武郎堅持走到出發點，從十三行博物館、關渡大橋、淡水紅樹林返回起點，全程1519.2公里。後來有記者問他印象最深刻的是什麼？他回：「如果一定要選，我想就是徒步走完1519.2公里海岸線的感動，與目堵海岸現況的心疼吧。」
2016年4月，王武郎至馬祖四鄉五島徒步旅行，同時推廣環境教育理念。同月28日，50歲生日，到北竿塘岐國小演說，並在該地見到學長李小石背負攀登高山的媽祖像。旅行完馬祖後，他於該年6月展開「走海人生—金門海岸行腳」活動，在金門當地小學分享海岸環境教育課程，也尋訪他昔日在料羅、東村、沙美的金東師據點營舍。
2016年7月21日，王武郎與四十多位海科館志工至彭佳嶼作生態考察。當日下午1時預計返回基隆，船長卻查覺王武郎失蹤。經多日尋找，同月27日在彭佳嶼燈塔西側370公尺處芒草堆，找到其遺體，旁有約10公分落差的坡坎。檢警勘驗後判定為意外失足，因頸椎骨折導致神經性休克，應於失蹤當天即死亡。

## 身後
王武郎女兒對父親去世表示：「這一切也是你給我的習題要我去練習，我知道你也很清楚，經過這一切，我又更往前了一點，一天又一天……」
王武郎曾有出書的計畫，生前尚未達成。